# Гваллог ап Ллаенног
Гваллог (валл. Gwallog Marchawc Trin; погиб в предп. VI век) — король Элмета с 560 года, сын Ллаеенога ап Масгвида.
В 560 году Гваллог стал королём Элмета, сменив на престоле своего дядю Артуиса ап Масгвида. В 580-х годах Гваллог вступил в антианглосаксонскую коалицию, где были Уриен Регедский, Ридерх Стратклайдский, Моркант Гододинский, братья Соуил и Динод из Пеннинов и Лливарх Южнорегедский. Гваллог участвовал в осаде Бамбурга, столицы Берниции, и в осаде Линдисфарна. Около 590 года он нападает на Элфина, сына Уриена. После смерти Гваллога, королём Элмета стал его сын, Кередиг.